# قره محمد باشا البوستانجي
قره محمد باشا البوستانجي (بالتركية: Kara Mehmet Paşa)‏‏ - استشهد في 10 أغسطس 1684م في معركة الدفاع عن بودا. هو سياسي عثماني، تولى منصب والي البوسنة 1673م–1675م.

## نشأته
نشأ محمد باشا في "فيلق البوستانجية" (بالتركية: Bostancı Ocağı)‏، وهي الفرقة العسكرية العثمانية التي تُعادل اليوم الحرس الخاص المسلح لرئيس الدولة. كان أفرادها يتلقون تدريبات عسكرية شاقة، وتتمثل مهامهم الأساسية في حماية السلطان العثماني، سواء في حدائق القصر والبساتين أو أثناء تنقلاته في القوارب السلطانية.

## مسيرته
أثناء عمله كحاكم للروملي (بيلربك)، ترأس الوفد العثماني الذي قابل إمبراطور النمسا عام 1665م بمناسبة توقيع معاهدة فسفار (بالتركية: Vasvar Antlaşması)‏ التي أعقبت معركة القديس كوتهارد غرب المجر ، بين الدولة العثمانية ومجموعة دول أوروبية تتزعمها مملكة فرنسا والإمبراطورية الرومانية المقدسة. 
ذُكر دوره كسفير في كل من المصادر العثمانية والأوروبية، ويُعد أول من كتب "سفارتنامه" بالمعنى الكلاسيكي من بين السفراء العثمانيين. وقد تم توثيق دخول موكب السفارة العثمانية إلى فيينا في لوحة حفرية رسمها يوهان مارتن ليرش (Johann Martin Lerch) الذي شاهد الموكب.
شغل قره محمد باشا البوستانجي منصب حاكم ديار بكر بين عامي 1682م و1683م.  وفي أثناء وجوده في هذا المنصب، شارك في الحملة النمساوية بقيادة الصدر الأعظم قره مصطفى باشا. بعد الهزيمة في حصار فيينا الثاني، أرسله قره مصطفى باشا إلى جيرديلن (بالتركية: Ciğerdelen)‏(Štúrovo) لاعتراض العدو الذي كان يطارد الجيش العثماني. وبعد صد هجوم العدو الأول في معركة جيرديلن (أطلق عليها المجريون اسم باركاني وسماها العثمانيون جيجيرديلن)، هُزم في الهجوم الثاني.
عُين لاحقًا بيلربك بودا.

## تقريره إلى الباب العالي
نقل بعض المؤرخين العثمانيين التقرير الذي كتبه قره محمد باشا البوستانجي إلى الباب العالي بشأن مهمته كسفير. نُشرت نسخة مزخرفة للغاية في المجلد السابع من كتاب "سياحت نامه" (كتاب الرحلات) للرحالة العثماني أوليا چلبي. أما المؤرخ سلحدار فنْدقليلي محمد آغا (بالتركية: Silâhdar Fındıklılı Mehmed Ağa)‏ فقد اقتبس التقرير كاملًا في كتابه "نصرة نامه" ("كتاب النصر" أو "تاريخ السلحدار").
أعدّ نُسخة لاتينية كترجمة رسمية لتقرير السفارة بتكليف من الباب العالي، وتم تسليمها إلى البلاط في فيينا. في هذه النسخة، تم تخفيف العبارات المعتادة في المصطلحات العثمانية التي كانت تحط من شأن المسيحيين، كما أُزيلت تمامًا خاتمة التقرير التي كانت تتضمن معلومات عن قلعة فيينا، وذلك بهدف إخفاء الجانب الاستخباراتي من مهمة الوفد، وهو جانب أشار إليه أوليا چلبي نفسه في وصفه لمهمته.

النص الذي حُذف من النسخة اللاتينية كان كما يلي:
"أخيرًا، قمنا بمسح كامل لقلعة فيينا وقياس أسوارها وخنادقها: يبلغ طول القلعة الداخلية 2000 ذراع وعرضها 1300 ذراع. تضم 12 برجًا متصلًا بالسور و17 برجًا ترابيًا خارج الخندق الرئيسي. يتراوح عرض الخندق بين 80 ذراعًا من جهة و65 ذراعًا من جهة أخرى. هناك 6 بوابات مخصصة للفرسان وبوابتان للمشاة. يبلغ سمك السور عند البوابات 36 ذراعًا. وتبلغ المسافة من الأبراج الترابية الخارجية وخنادقها حتى الخندق الرئيسي، مرورًا بالمتاريس الخارجية، 260 ذراعًا."

## وفاته
استشهد قره محمد باشا البوستانجي في عام 1684م أثناء معركة الدفاع عن قلعة بودا المحاصرة من قبل قوات الإمبراطورية الهابسبورغية.

## مناصبه
تولى المناصب التالية:
- بيلربك الروملي (1665م).
- والي البوسنة (1673م–1675م).
- حاكم ديار بكر (1682م-1683م).
- عُين لاحقًا بيلربك بودا (1684م).